# Karl Nesselrode

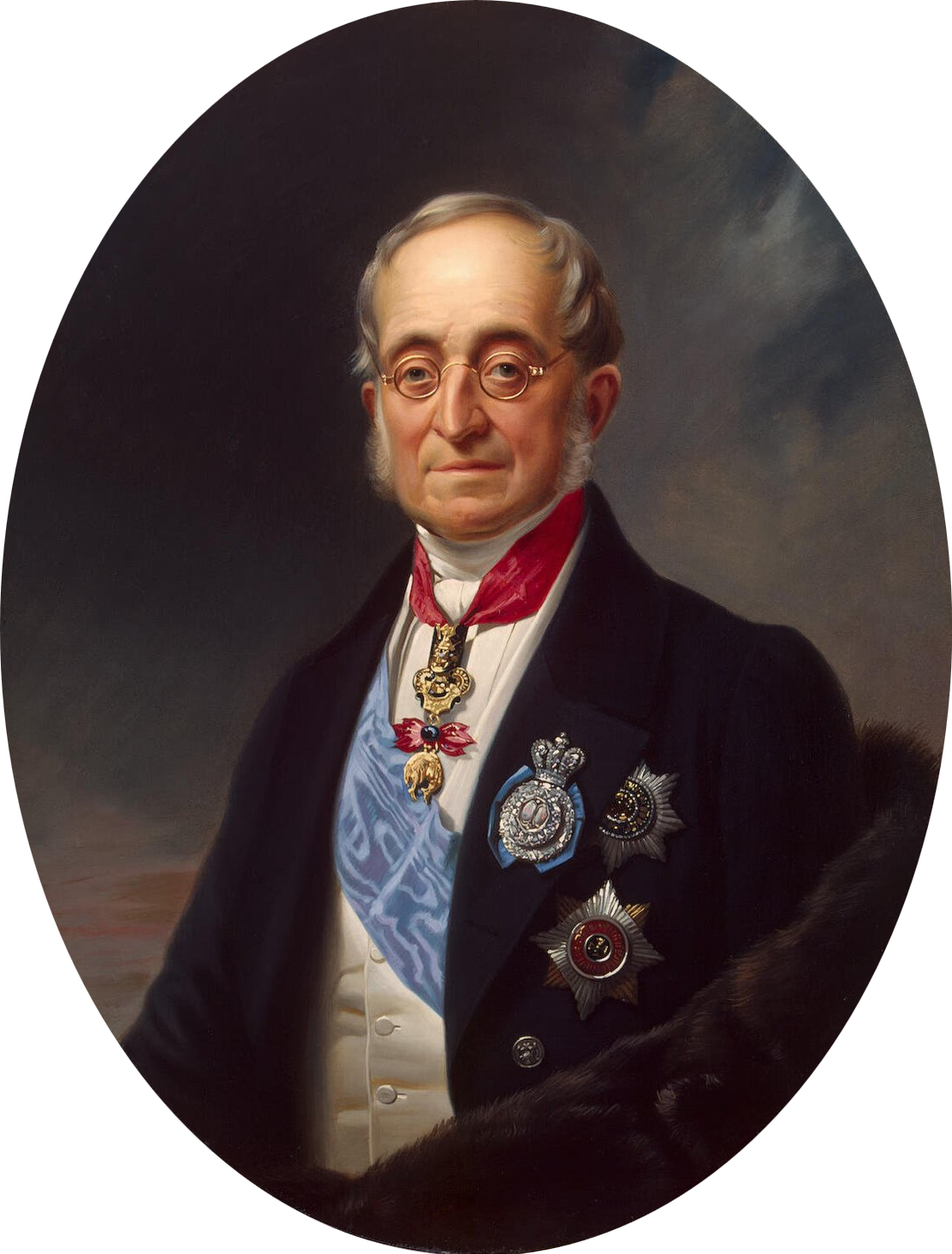
Karl Nesselrode.

El Conde Karl Robert Nesselrode (en ruso: Карл Васильевич Нессельроде, Karl Vasilievich Nesselrode; Lisboa, 14 de diciembre de 1780 - San Petersburgo, 23 de marzo de 1862) fue un noble, diplomático y político ruso, Ministro Plenipotenciario, Secretario de Estado (1814-1856) y Canciller (1845-1856). Participó en el Congreso de Viena y fue uno de los artífices de la Santa Alianza. 

## Vida
Nació en Portugal, hijo de un aristócrata sajón, conde del Sacro Imperio Romano Germánico, que entró el servicio de Catalina II de Rusia, y que servía como ministro plenipotenciario en la Corte lusa (m. 1810). Hubo rumores de que su verdadero padre supuestamente fuera un diplomático austríaco, el barón Lebtseltern (1735-1818), por entonces destinado en Lisboa. En deferencia a la confesión protestante de su madre, fue bautizado en la capilla de la embajada inglesa, convirtiéndose en miembro de la Iglesia de Inglaterra. El origen alemán de Nesselrode fue enfatizado por la educación que recibió en el Gymnasium de Berlín, cuando su padre fue promovido a embajador en la corte prusiana en 1787.
A los 16 años se alistó en la Marina rusa, donde la influencia de su padre le aseguró el puesto de ayudante naval del zar Pablo I. Luego sirvió en el ejército, y, finalmente, entró en la diplomacia al servicio del zar Alejandro I. Primero fue destinado en la Embajada Rusa en Berlín, y de allí transferido a La Haya. Las ideas políticas de Nesselrode (radicales para la Rusia zarista y moderadas para el resto de Europa) supusieron este leve paso atrás en su carrera. El Conde pretendía reforzar a su patria adoptiva introduciendo reformas occidentales (como la abolición de la servidumbre). Anglófilo de toda la vida, pretendía una serie de reformas siguiendo el modelo británico, y creía profundamente que Rusia debía converger con el resto de Europa política, comercial y culturalmente.
Inicialmente, Nesselrode creyó que podría llegarse a algún tipo de acuerdo con la Francia napoleónica, pero la brutal invasión de Prusia en 1806 le descubrió el verdadero rostro del rapaz imperio de Bonaparte. Desde entonces no ocultó su abominación hacia el corso. En agosto de 1806 viajó a Alemania meridional para informar sobre el estado y movimientos de las tropas francesas; fue destinado sucesivamente como secretario diplomático de los generales Kamenski, Buxhoewden y Bennigsen. Estuvo presente en la Batalla de Eylau, en enero de 1807, y participó en la negociación de la Paz de Tilsit.
Nesselrode se convirtió en Secretario de Estado en 1814 y estuvo a la cabeza de la delegación rusa en el Congreso de Viena, si bien fue el mismo zar Alejandro quien, en gran medida, participó directamente en las negociaciones. Nesselrode se encargó de las relaciones exteriores conjuntamente con el Conde Juan Capodistria, hasta el retiro de éste en 1822. Durante los siguientes treinta años dirigió en solitario la política exterior rusa, como el conservador estadista decano de la Santa Alianza. Entre 1824 y 1844 sirvió como Vicecanciller del Imperio ruso y 1845 y 1856 también sirvió como Canciller. 
Fue responsable del cambio de la política rusa con respecto a los otomanos en 1829, abandonando la idea de conquistar Constantinopla en favor de una Turquía débil y dependiente de Rusia. Esta fue la política seguida durante la revuelta de Mehemet Ali, y fue Nesselrode quien inspiró los términos del tratado de Unkiar Skelessi (1833). Asimismo, negoció la alianza entre Rusia y el Reino Unido, y obtuvo un gran éxito diplomático con la Convención de los Estrechos de 1841, que cerró momentáneamente la brecha entre los países occidentales y Rusia.
En 1849 despachó al ejército ruso para ayudar a Austria a poner fin a la Revolución de 1848 en Hungría, dirigida por Lajos Kossuth. En 1853 envió a Yevfimy Putyatin a Japón para romper el aislacionismo Tokugawa, lo que resultó en el Tratado de Shimoda.
Los intentos de Nesselrode para expandir la influencia rusa en los Balcanes y el Mediterráneo condujeron a la Guerra de Crimea (1853-1856). Intentó alargar las negociaciones, pero finalmente Francia y el Reino Unido se pusieron de parte turca. Posteriormente ayudó a negociar el Tratado de París que puso fin a esta guerra, y se retiró al sentir que había fracasado en su labor, conservando el cargo de canciller.
Fue enterrado en el Cementerio luterano de San Petersburgo.
Su autobiografía inconclusa se publicó póstumamente, en 1866. Su correspondencia, las Lettres et papiers du chancelier comte de Nesselrode 1760-1850, fueron publicadas por su nieto Anatole Nesselrode en París en 1904. Un segundo volumen incluía la autobiografía incompleta.

## Semblanza

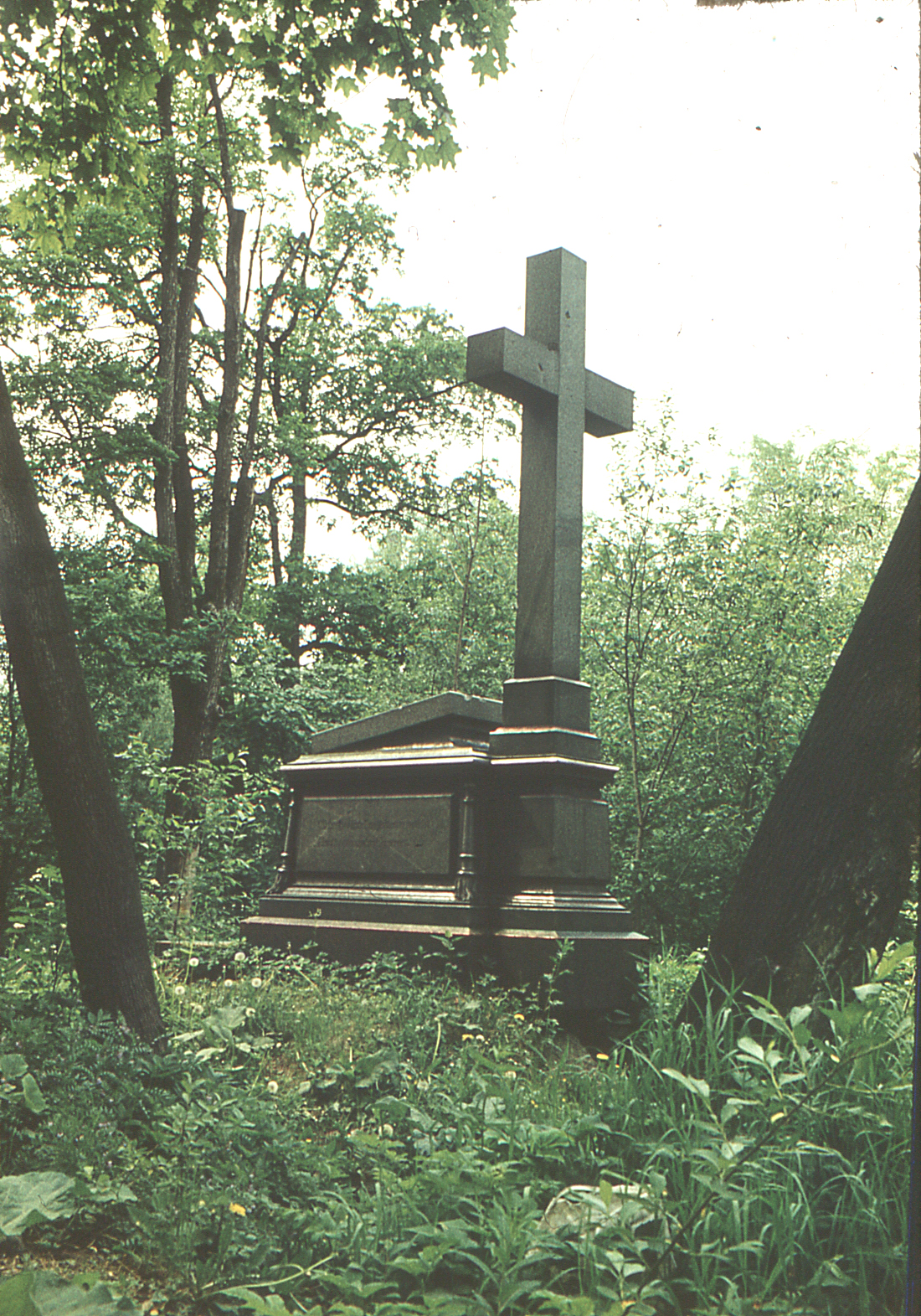
Tumba de Nesselrode

Karl Nesselrode fue un hombre práctico, tranquilo, trabajador y dotado de una gran memoria, en especial para los detalles. Fue asimismo un amante de los eventos sociales, de la buena comida, los vinos y la compañía de mujeres inteligentes y atractivas (su propia mujer, una noble rusa, era especialmente bella y vivaz). Era todo un connoisseur del arte y la música, gran jugador de whist y horticultor aficionado. Cualidades todas éstas que le convirtieron en un verdadero maestro en la época de la diplomacia de salón.
A causa de su baja estatura y su mala visión, que le obligaba a utilizar gafas, Nesselrode fue apodado por sus detractores como “el Enano”. Aunque orgulloso de su ascendencia alemana, fue toda su vida un leal servidor de la Corona rusa.
| Predecesor: Nikolai Rumyantsev | Secretario de Estado de Rusia 1814 - 1856 | Sucesor: Aleksandr Gorchakov |

- Datos: Q314196
- Multimedia: Karl Robert Nesselrode / Q314196